# آناهویر
آناهویر (به اسپانیایی: Anahuir) یک منطقهٔ مسکونی در اسپانیا است که در استان والنسیا واقع شده‌است. آناهویر ۷۶ نفر جمعیت دارد و ۱۳۱ متر بالاتر از سطح دریا واقع شده‌است.